# Lätzchen

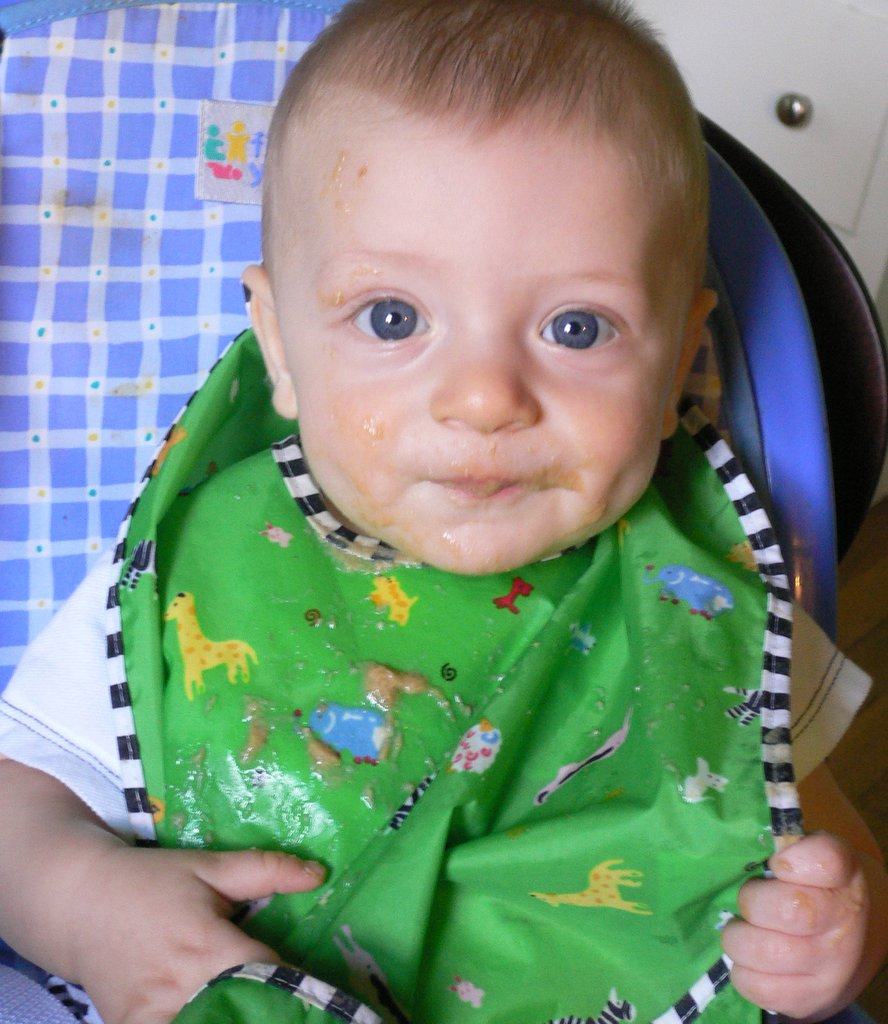
Baby mit Lätzchen

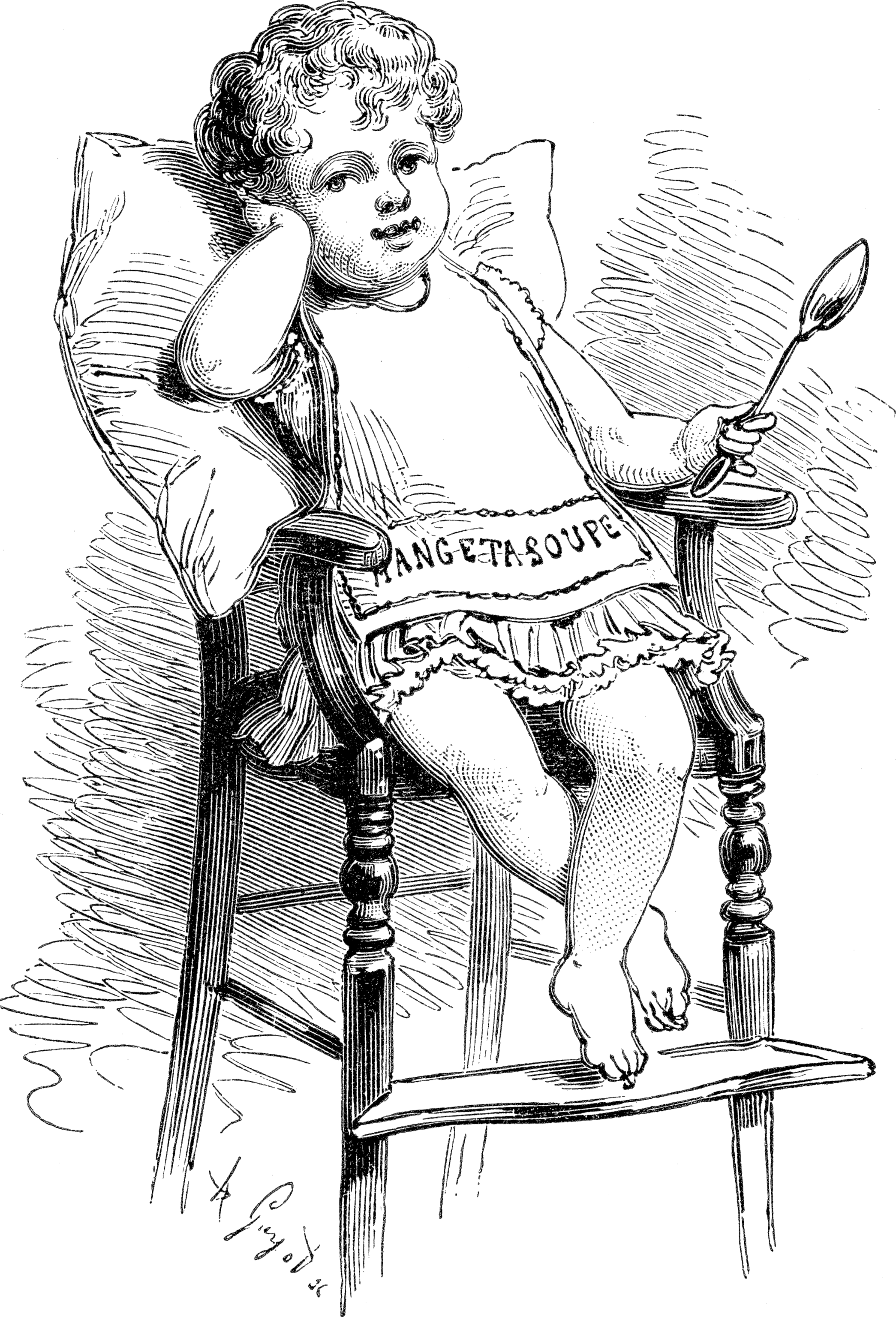
Lätzchen um 1890

Unter einem Lätzchen (verdeutlichend Kinderlätzchen, Kinderlatz, Schlabberlatz, Sabberlatz; schwäbisch Trieler, schweizerdeutsch auch Musueli, in Österreich auch Barterl) versteht man einen Brustlatz, der Kleinkindern während der Mahlzeit umgebunden wird, um einem Beschmutzen der Kleidung vorzubeugen.
Lätzchen können aus Stoff, Plastik oder anderen Materialien hergestellt sein. Da sie nach der Mahlzeit auch zur Gesichtsreinigung verwendet werden, sind in Deutschland Lätzchen aus saugfähigem Baumwollfrottee beliebt. An die Stelle der früher üblichen Stoffbändchen zum Zubinden sind heute meist Klettverschlüsse, Druckknöpfe oder ein Magnetverschluss getreten. Schlupflätzchen haben anstelle eines Verschlusses einen dehnbaren Halsausschnitt. Weitere Sonderformen sind Ärmellätzchen, Lätzchen mit Auffangschale und lange Lätzchen, die Latz und Tischauflage verbinden.
In vielen reichen Ländern, wie in den Vereinigten Staaten, sind heute auch Einweglätzchen aus Plastik üblich. Bei den Textillätzchen dominieren außerhalb Europas traditionelle Formen mit Bändchenbindung.
Bei Säuglingen wird statt eines Lätzchens üblicherweise ein Spucktuch verwendet.
In manchen Kulturen – etwa in den USA – ist es gelegentlich üblich, dass beim Verzehr „schwieriger“ Lebensmittel wie z. B. Hummer oder Barbecue Pork Ribs auch Erwachsene einen Brustlatz benutzen. Universell verbreitet ist bei Erwachsenen jedoch der Gebrauch einer Serviette.